# Harste
Harste ist ein zum Flecken Bovenden in Niedersachsen gehöriges Dorf mit etwa 1.100 Einwohnern. Es liegt im Leinegraben, der vom Leinetal durch den Keuperrücken der Lieth getrennt wird. Der Bach, der den Ort durchfließt, heißt ebenfalls Harste.

## Geschichte

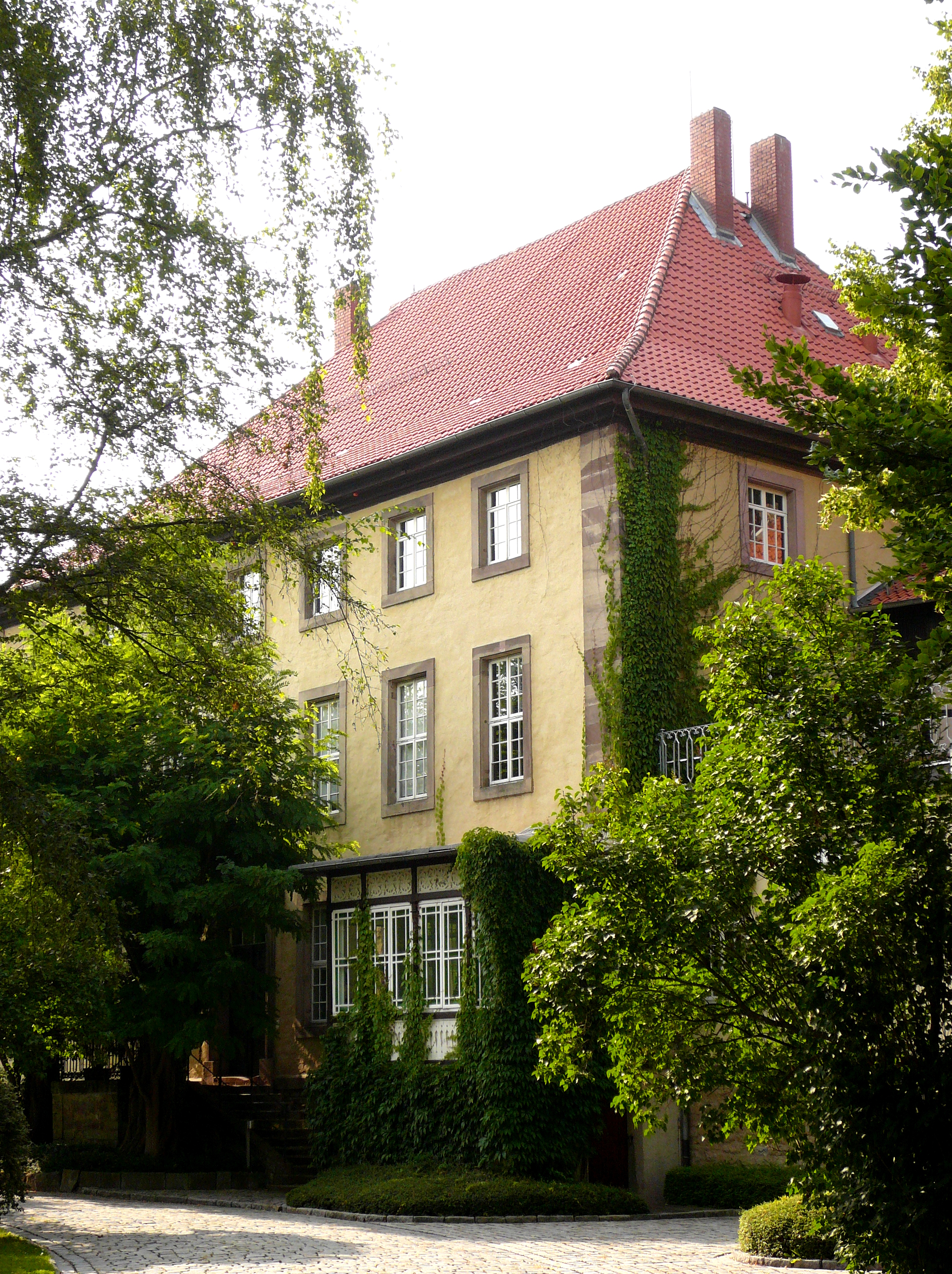
Ehemaliges Amtshaus des Amtes Harste

Das Dorf wurde 952 in einer Urkunde Ottos des Großen erstmals als Heristi erwähnt, doch der Ortsname und archäologische Funde lassen auf eine wesentlich frühere Besiedlung schließen, was nicht zuletzt von der Annahme herrührt, dass um 900 bereits ein Schloss in Harste existiert haben soll. Die Bedeutung des Namens ist umstritten. Im Mittelalter und bis ins 18. Jahrhundert war Harste ein wichtiger Knotenpunkt von Heer- und Handelsstraßen mit Poststation. Die Post führte also in Nordsüdrichtung durch das Leinetal an Göttingen auf einem kürzeren Weg vorbei. Seit dem 13. Jahrhundert befand sich im Nordwesten die Burg Harste, die als Verwaltungszentrum des welfischen Besitzes diente und 1354 in den Besitz von Herzog Ernst gelangte. Zwischenzeitlich befand sich das Schloss unter der Hoheit Bischofs Siegfried von Hildesheim, dem es allerdings später entrissen wurde. Die Auseinandersetzungen entwickelten sich sodann zu seinem Streit bezüglich der Güter in Harste, die einerseits das Hildesheimer Hochstift nicht abtreten wollte, das Haus der Welfen jedoch Anspruch darauf bekundete. Burgmannen, welche zur Verteidigung der Burg eingesetzt wurden, entstammten dabei aus dem in der Umgebung ansässigen Adel. Die Übertragung von Harste in die Hände des Welfen fand am 30. Juli 1354 statt, als die Herren von Rosdorf ihre gesamten Güter, sowie den Zehnten des Ortes und das, von Strutz von Harste an ihnen überkommene Pfandrecht am Schloss Harste, abtraten. Zwei Jahre später verzichteten sodann auch die Herren von Gladebeck am 23. März 1356 auf ihre Güter in Harste und gaben diese an Herzog Ernst und seine Söhne Ernst und Otto den Quaden ab, bis auf jene Güter, die sie als Lehen besaßen und die sie an ihren Lehnsherren, dem Hildesheimer Bischof Heinrich III. und dem Grafen von Everstein Otto übergaben.
Ebenfalls zu dieser Zeit wurde das Amt Harste eingerichtet. Es umfasste 1418 die Amtsdörfer Ellershausen, Esebeck, Emmenhausen, Grone, Harste, Hetjershausen, Holtensen, Lenglern, Mengershausen, Parensen, Rosdorf und Weende; 1448 traten die Dörfer Nikolausberg und Elliehausen hinzu, während 1558 die Ortschaften Ellershausen, Grone, Holtensen, Mengershausen, Rosdorf und 1823 Weende aus dem Verbund des Amtes austraten. Weitere Ortschaften, die zum Amt Harste in den folgenden Jahren hinzutraten waren Roringen, Herberhausen, Bösinghausen, Gladebeck sowie das Kloster Marienstein bei Nörten-Hardenberg. Um 1570 wurde die Wasserburg durch ein Schloss ersetzt, das 1727 niederbrannte. Auf dem Gelände wurde daraufhin ein bis heute erhaltenes Amtshaus errichtet, in dem bis 1823 auch die heutigen Bovender Ortsteile Lenglern und Emmenhausen verwaltet wurden. Umgeben ist es von den Wirtschaftsgebäuden einer ehemaligen Domäne. Anders als in anderen Amtsdörfern wurde Harste die örtliche Gerichtsbarkeit erst spät, im 17. Jahrhundert, zugesprochen. Bis dahin war für das gesamte Amt Harste das Landgericht auf dem Leineberg in Göttingen zuständig, welches darüber hinaus auch für den östlichen Teil des Amtes Münden verantwortlich zeichnete. Während des Dreißigjährigen Krieges war auch Harste Opfer zahlreicher Plünderungen, Verwüstungen und Brände; so plünderten 1623 spanische Truppen das Dorf, zerschlugen fünf Kirchenfenster, machten aus den Türen und Gestühl der Kirche Kleinholz und raubten die Kelche. Drei Jahre später wurden weitere Kirchenfenster zerschlagen, aus der Bleifassung wurden Kugeln hergestellt, die Kirchenglocken wurden fortgeschafft um aus ihnen Geschütze zu gießen. Neben dem Raub an Lebensmitteln zündete man nun vermehrt Häuser an und vernichtete die Ernte auf den Feldern, was die Einwohnerschaft Harstes dazu veranlasste, mit ihrem Vieh nach Göttingen zu fliehen. Ab 1632 lagen von den insgesamt sechzig Häusern des Ortes fünfzehn in Schutt und Asche, der größte Teil der Einwohner war geflohen. Auf weimarische Truppen folgten hessische und schwedische Soldaten, sowie kaiserliche Truppen, das Ergebnis war, dass in Harste am Ende des Krieges die Hälfte aller Höfe wüst lagen. Noch wenige Tage vor Verkündigung des Westfälischen Friedens zogen schwedische Verbände ins Dorf, die innerhalb von fünf Tagen die letzten Vorräte verzehrten.
Am 1. Januar 1973 wurde Harste in den Flecken Bovenden eingegliedert.
Seit 1986 wird der historische Ortskern durch eine Ortsumgehung entlastet.

## Politik

### Ortsrat
Harste hat einen Ortsrat, der sieben Mitglieder umfasst. Seit der Kommunalwahl 2021 ist dieser wie folgt besetzt:
| Ortsrat Harste 2021Insgesamt 7 Sitze - SPD: 3 - FWG: 4 - FWG: Freie Wgem. Bovenden |

### Bürgermeister
Zum Ortsbürgermeister von Harste wurde 2011 Georg Fricke (SPD) gewählt, der am 5. November 2013 verstarb und damit aus dem Ortsrat ausschied. Der stellvertretende Ortsbürgermeister Reinhard Neubieser (CDU) übernahm daraufhin das Amt des Ortsbürgermeisters. Seit den Kommunalwahlen 2016 ist Hans Schäfer wieder Ortsbürgermeister. Er bekleidete das Amt schon von 1996 bis 2011.

## Wappen
Blasonierung: „Im roten Schild über einem blauen Wellenschildfuß eine silberne Wasserburg mit blauen Dächern, der Turm ist mit einem frühgotischen Schild belegt, darin in rot ein steigender goldener Löwe.“ Die silberne Wasserburg erinnert an die einstige, den Herzögen von Braunschweig-Lüneburg gehörende Burg in Harste. Durch den Wappenschild mit dem welfischen Löwen wird diese einstige Zugehörigkeit nochmals unterstrichen. Die Genehmigung des Wappens erfolgte 1951.

## Wirtschaft
In der ehemaligen Domäne befindet sich die 1972 gegründete erste Filiale der Fa. tedox (ehemals Teppich Domäne Harste GmbH & Co. KG). Sie bietet unter anderem Gardinen, Lampen, Haushaltswaren, Lebensmittel, Möbel, Heimtextilien, Tapeten- und Malerbedarf, sowie Bodenbeläge an. Nach firmeneigenen Angaben erstrecken sich mittlerweile 120 Filialen (Stand Juli 2022) über das ganze Bundesgebiet.
Harste war zeitweilig Sitz der Firma Hubschrauber Sonder Dienst. Diese ist zwar mittlerweile in Göttingen ansässig, betrieb jedoch einige Jahre weiterhin einen Ambulanzhubschrauber vom Hubschrauberlandeplatz in Harste aus. Inzwischen ist auch dieser verlegt worden.

## Kultur und Sehenswürdigkeiten

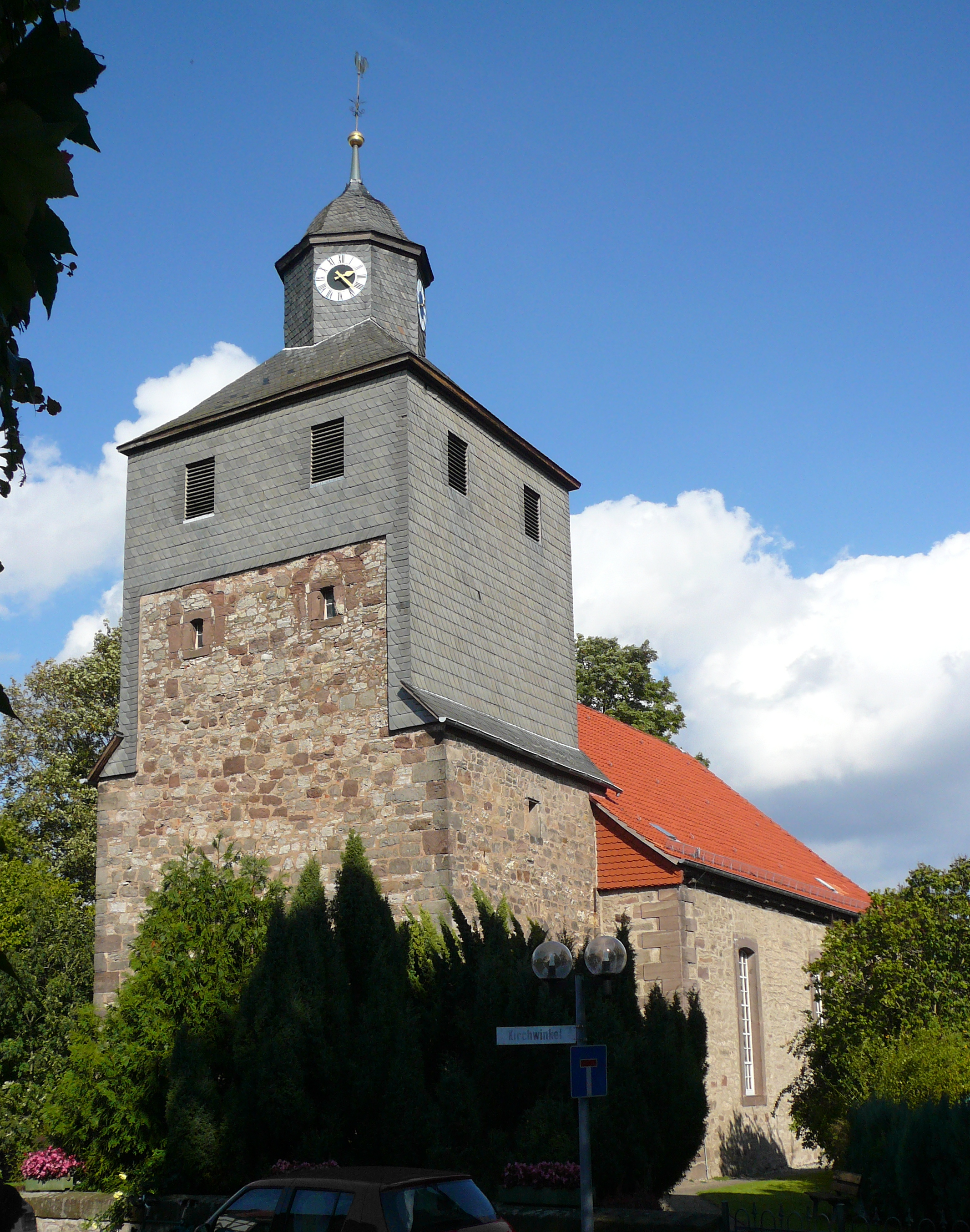
Kirche St. Johannis (2009)

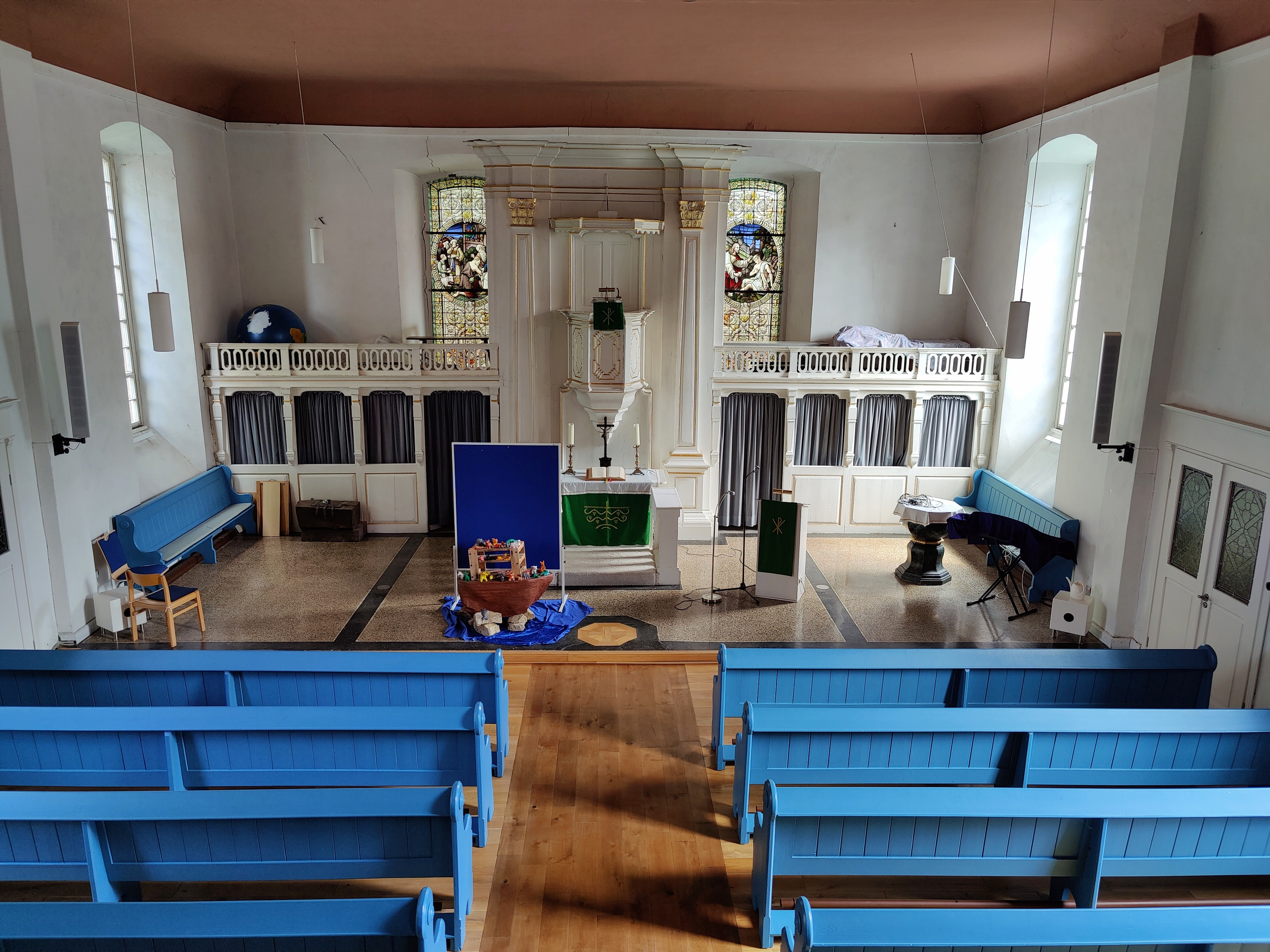
Innenraum (2021)

Die St.-Johannis-Kirche, unter dem Patronat Johannes des Täufers stehend, wurde in den Jahren 1769–1770, auf den Mauern eines älteren Vorgängerbaus errichtet. Der Neubau wurde nötig, da zunächst Steine aus dem Gewölbe über den Altar gefallen waren, ein völliger Einsturz drohte und der Gottesdienst zwischenzeitlich in der Pfarrscheune abgehalten werden musste. Während das Fundament auf den alten Grundmauern ruht, fertige man die Innenausstattung völlig neu an, wobei der Kanzelaltar, wie die Kirchenstühle für den Pastor und die Kirchenvorsteher bis in die heutigen Tage verwendet werden. Noch ohne Orgel ausgestattet, diese konnte erst 1772/73 aufgestellt werden, fand der erste Gottesdienst schon Ende 1770 im Neubau statt. 1850 wurde der jetzige Taufstein aufgestellt. 1875 fanden Erneuerungen und Umbauten statt, die Kirche erhielt 1885 eine Ofenheizung, während 1905 wiederum der Innenraum umgestaltet wurde. So erneuerte man die Deckenverschalung, setzte neue Glasfenster hinter dem Altar ein und brach beide Emporen bei letzterem ab um einen größeren Chorraum zu erhalten. Diese Innengestaltung erhielt sich weitestgehend bis in die heutigen Tage.